# EuroCoupe de basket-ball 2009-2010
Navigation
Édition précédente Édition suivante
L’EuroCoupe de basket-ball 2009-2010 est la 8e édition de la deuxième compétition de clubs  de basket-ball du continent européen après l'Euroligue de basket-ball.
Désormais connue sous le nom « ULEB Eurocup », elle fait suite à la Coupe ULEB.

## Déroulement
La compétition est ouverte à 48 équipes, issues de 22 pays. Un tour préliminaire permet de sélectionner 32 équipes qui disputent une phase régulière. Ces 32 équipes sont déterminer de la façon suivante : 24 équipes automatiquement qualifiées pour ce tour et 8 issues du tour préliminaire, celui-ci se déroulant en deux phases.
Les 16 équipes non qualifiées pour la phase régulière sont alors verser dans une autre compétition européenne, l'EuroCup.
Lors de la phase régulière, les 32 équipes sont réparties en huit groupes de quatre équipes. Les deux premières équipes se qualifient pour un Last 16. Celui-ci se déroule également sous la forme de championnat : quatre groupes de quatre équipes, dont les deux premiers sont qualifiés pour le « Final eight ».
Celui-ci se déroule sur un lieu unique le même weekend et sous la forme d'une coupe, quart de finale, demi-finale, finale. Dans chacun de ces tours, le vainqueur est déterminé sur une seule rencontre.

## Compétition

### Tour préliminaire
Celui-ci se déroule sous forme de matchs aller-retour, le vainqueur étant déterminé au cumul des points des deux rencontres.
| EclipseJet Amsterdam | 64 | 63  | Dynamo Moscou          |
| EclipseJet Amsterdam | 48 | 78  | Dynamo Moscou          |
| Dexia Mons-Hainaut   | 78 | 63  | Valencia Basket        |
| Dexia Mons-Hainaut   | 61 | 79  | Valencia Basket        |
| WBC Raiffeisen Wels  | 74 | 69  | Besiktas ColaTurka     |
| WBC Raiffeisen Wels  | 81 | 100 | Besiktas ColaTurka     |
| VEF Riga             | 79 | 94  | Panellinios Athènes    |
| VEF Riga             | 79 | 74  | Panellinios Athènes    |
| Brose Baskets        | 64 | 61  | KK Budućnost Podgorica |
| Brose Baskets        | 67 | 65  | KK Budućnost Podgorica |
| BC Donetsk           | 71 | 63  | Bizkaia Bilbao Basket  |
| BC Donetsk           | 79 | 90  | Bizkaia Bilbao Basket  |
| Keravnós Strovólou   | 77 | 63  | BancaTercas Teramo     |
| Keravnós Strovólou   | 62 | 77  | BancaTercas Teramo     |
| Chorale Roanne       | 83 | 81  | Hapoël Jérusalem       |
| Chorale Roanne       | 79 | 88  | Hapoël Jérusalem       |

### Phase régulière

#### Groupe A
| Rang | Équipe                 | Pts | J | G | P | Pp  | Pc  | Diff |  | Résultats (dom.\ext.)  |       |       |       |       |
| ---- | ---------------------- | --- | - | - | - | --- | --- | ---- |  | ---------------------- | ----- | ----- | ----- | ----- |
| 1    | ALBA Berlin            | 11  | 6 | 5 | 1 | 463 | 459 | 4    |  | ALBA Berlin            |       | 82-78 | 87-77 | 75-73 |
| 2    | Galatasaray Café Crown | 9   | 6 | 3 | 3 | 525 | 519 | 6    |  | Azovmach Marioupol     | 73-74 |       | 96-85 | 90-82 |
| 3    | BancaTercas Teramo     | 8   | 6 | 2 | 4 | 480 | 482 | -2   |  | Galatasaray Café Crown | 93-79 | 96-82 |       | 87-80 |
| 4    | Azovmach Marioupol     | 8   | 6 | 2 | 4 | 496 | 504 | -8   |  | BancaTercas Teramo     | 65-66 | 85-77 | 95-87 |       |

#### Groupe B
| Rang | Équipe                | Pts | J | G | P | Pp  | Pc  | Diff |  | Résultats (dom.\ext.) |       |       |       |       |
| ---- | --------------------- | --- | - | - | - | --- | --- | ---- |  | --------------------- | ----- | ----- | ----- | ----- |
| 1    | Valencia Basket       | 11  | 6 | 5 | 1 | 420 | 411 | 9    |  | Le Mans Sarthe Basket |       | 92-90 | 74-77 | 80-44 |
| 2    | Le Mans Sarthe Basket | 9   | 6 | 3 | 3 | 482 | 445 | 37   |  | KK Hemofarm           | 88-76 |       | 78-79 | 68-75 |
| 3    | Triumph Lyubertsy     | 9   | 6 | 3 | 3 | 430 | 473 | -43  |  | Triumph Lyubertsy     | 72-87 | 83-82 |       | 59-67 |
| 4    | KK Hemofarm           | 7   | 6 | 1 | 5 | 477 | 480 | -3   |  | Valencia Basket       | 74-73 | 75-71 | 85-60 |       |

#### Groupe C
| Rang | Équipe           | Pts | J | G | P | Pp  | Pc  | Diff |  | Résultats (dom.\ext.) |       |       |        |       |
| ---- | ---------------- | --- | - | - | - | --- | --- | ---- |  | --------------------- | ----- | ----- | ------ | ----- |
| 1    | Aris BSA         | 11  | 6 | 5 | 1 | 492 | 450 | 42   |  | Aris BSA              |       | 73-67 | 85-67  | 81-77 |
| 2    | Hapoël Jérusalem | 9   | 6 | 3 | 3 | 503 | 487 | 16   |  | KK Zadar              | 68-73 |       | 110-87 | 86-69 |
| 3    | KK Zadar         | 9   | 6 | 3 | 3 | 500 | 486 | 14   |  | BC Siauliai           | 92-91 | 91-95 |        | 81-96 |
| 4    | BC Siauliai      | 7   | 6 | 1 | 5 | 494 | 566 | -72  |  | Hapoël Jérusalem      | 79-89 | 93-74 | 89-76  |       |

#### Groupe D
| Rang | Équipe             | Pts | J | G | P | Pp  | Pc  | Diff |  | Résultats (dom.\ext.) |       |       |        |        |
| ---- | ------------------ | --- | - | - | - | --- | --- | ---- |  | --------------------- | ----- | ----- | ------ | ------ |
| 1    | UNICS Kazan        | 11  | 6 | 5 | 1 | 498 | 421 | 77   |  | DKV Joventut          |       | 71-82 | 66-64  | 108-92 |
| 2    | DKV Joventut       | 11  | 6 | 5 | 1 | 485 | 457 | 28   |  | UNICS Kazan           | 75-78 |       | 76-64  | 101-76 |
| 3    | Besiktas ColaTurka | 7   | 6 | 1 | 5 | 499 | 578 | -79  |  | Telekom Bonn          | 71-76 | 62-66 |        | 87-86  |
| 4    | Telekom Bonn       | 7   | 6 | 1 | 5 | 446 | 472 | -26  |  | Besiktas ColaTurka    | 73-86 | 70-98 | 102-98 |        |

#### Groupe E
| Rang | Équipe                 | Pts | J | G | P | Pp  | Pc  | Diff |  | Résultats (dom.\ext.)  |       |       |       |       |
| ---- | ---------------------- | --- | - | - | - | --- | --- | ---- |  | ---------------------- | ----- | ----- | ----- | ----- |
| 1    | Bizkaia Bilbao Basket  | 12  | 6 | 6 | 0 | 510 | 432 | 78   |  | Spirou Basket          |       | 61-74 | 50-68 | 67-80 |
| 2    | Turk Telekom           | 9   | 6 | 3 | 3 | 479 | 452 | 27   |  | Turk Telekom           | 91-67 |       | 86-73 | 70-85 |
| 3    | Spartak St. Petersburg | 9   | 3 | 3 | 3 | 456 | 462 | -6   |  | Spartak St. Petersburg | 80-69 | 85-83 |       | 88-89 |
| 4    | Spirou Basket          | 5   | 5 | 0 | 5 | 323 | 409 | -86  |  | Bizkaia Bilbao Basket  | 90-70 | 81-75 | 85-62 |       |

#### Groupe F
| Rang | Équipe                   | Pts | J | G | P | Pp  | Pc  | Diff |  | Résultats (dom.\ext.)    |        |       |       |        |
| ---- | ------------------------ | --- | - | - | - | --- | --- | ---- |  | ------------------------ | ------ | ----- | ----- | ------ |
| 1    | Etoile Rouge de Belgrade | 11  | 6 | 5 | 1 | 498 | 452 | 46   |  | Benetton Gioco Digitale  |        | 71-78 | 81-80 | 102-69 |
| 2    | Benetton Gioco Digitale  | 10  | 6 | 4 | 2 | 494 | 475 | 19   |  | Etoile Rouge de Belgrade | 104-83 |       | 82-66 | 76-67  |
| 3    | Cholet Basket            | 9   | 6 | 3 | 3 | 442 | 438 | 4    |  | Cholet Basket            | 70-71  | 79-70 |       | 75-70  |
| 4    | Dynamo Moscou            | 6   | 6 | 0 | 6 | 430 | 499 | -69  |  | Dynamo Moscou            | 74-86  | 86-88 | 64-72 |        |

#### Groupe G
| Rang | Équipe              | Pts | J | G | P | Pp  | Pc  | Diff |  | Résultats (dom.\ext.) |       |       |        |       |
| ---- | ------------------- | --- | - | - | - | --- | --- | ---- |  | --------------------- | ----- | ----- | ------ | ----- |
| 1    | Panellinios Athènes | 10  | 6 | 4 | 2 | 457 | 415 | 42   |  | SLUC Nancy            |       | 67-55 | 102-82 | 72-81 |
| 2    | Gran Canaria 2014   | 10  | 6 | 4 | 2 | 425 | 416 | 9    |  | Gran Canaria 2014     | 77-65 |       | 85-74  | 73-51 |
| 3    | SLUC Nancy          | 9   | 6 | 3 | 3 | 445 | 444 | 1    |  | PGE Turow Zgorzelec   | 72-75 | 70-75 |        | 81-76 |
| 4    | PGE Turow Zgorzelec | 7   | 6 | 1 | 5 | 444 | 496 | -52  |  | Panellinios Athènes   | 77-64 | 89-60 | 83-65  |       |

#### Groupe H
| Rang | Équipe           | Pts | J | G | P | Pp  | Pc  | Diff |  | Résultats (dom.\ext.) |        |       |       |       |
| ---- | ---------------- | --- | - | - | - | --- | --- | ---- |  | --------------------- | ------ | ----- | ----- | ----- |
| 1    | ČEZ Nymburk      | 10  | 6 | 4 | 2 | 469 | 405 | 64   |  | BK Ventspils          |        | 59-85 | 63-77 | 62-85 |
| 2    | Brose Baskets    | 10  | 6 | 4 | 2 | 495 | 422 | 73   |  | ČEZ Nymburk           | 79-57  |       | 84-60 | 71-66 |
| 3    | Lauretana Biella | 10  | 6 | 4 | 2 | 460 | 437 | 23   |  | Lauretana Biella      | 80-54  | 78-77 |       | 80-72 |
| 4    | BK Ventspils     | 6   | 6 | 0 | 6 | 346 | 506 | -160 |  | Brose Baskets         | 100-51 | 85-73 | 87-85 |       |

### Last 16

#### Groupe I
| Rang | Équipe                | Pts | J | G | P | Pp  | Pc  | Diff |  | Résultats (dom.\ext.) |       |       |       |       |
| ---- | --------------------- | --- | - | - | - | --- | --- | ---- |  | --------------------- | ----- | ----- | ----- | ----- |
| 1    | ALBA Berlin           | 10  | 6 | 4 | 2 | 419 | 409 | 10   |  | ALBA Berlin           |       | 61-65 | 83-71 | 72-68 |
| 2    | Aris BSA              | 9   | 6 | 3 | 3 | 447 | 407 | 40   |  | Aris BSA              | 80-67 |       | 71-72 | 84-54 |
| 3    | DKV Joventut          | 9   | 6 | 3 | 3 | 408 | 431 | -23  |  | Le Mans Sarthe Basket | 63-68 | 79-75 |       | 62-70 |
| 4    | Le Mans Sarthe Basket | 8   | 6 | 2 | 4 | 420 | 447 | -27  |  | DKV Joventut          | 62-68 | 74-72 | 80-73 |       |

#### Groupe J
| Rang | Équipe                 | Pts | J | G | P | Pp  | Pc  | Diff |  | Résultats (dom.\ext.)  |        |        |        |        |
| ---- | ---------------------- | --- | - | - | - | --- | --- | ---- |  | ---------------------- | ------ | ------ | ------ | ------ |
| 1    | Valencia Basket        | 11  | 6 | 5 | 1 | 487 | 465 | 22   |  | Valencia Basket        |        | 91-81  | 98-95  | 75-79  |
| 2    | Hapoël Jérusalem       | 10  | 6 | 4 | 2 | 507 | 480 | 27   |  | UNICS Kazan            | 68-72  |        | 92- 89 | 78- 71 |
| 3    | UNICS Kazan            | 9   | 6 | 3 | 3 | 477 | 484 | -7   |  | Galatasaray Café Crown | 78- 82 | 79-85  |        | 98-111 |
| 4    | Galatasaray Café Crown | 6   | 6 | 0 | 6 | 526 | 568 | -42  |  | Hapoël Jérusalem       | 64- 69 | 82- 73 | 100-87 |        |

#### Groupe K
| Rang | Équipe                  | Pts | J | G | P | Pp  | Pc  | Diff |  | Résultats (dom.\ext.)   |       |       |       |       |
| ---- | ----------------------- | --- | - | - | - | --- | --- | ---- |  | ----------------------- | ----- | ----- | ----- | ----- |
| 1    | Bizkaia Bilbao Basket   | 10  | 6 | 4 | 2 | 447 | 400 | 47   |  | Bizkaia Bilbao Basket   |       | 81-61 | 68-72 | 76-66 |
| 2    | Panellinios Athènes     | 10  | 6 | 4 | 2 | 462 | 457 | 5    |  | Panellinios Athènes     | 77-70 |       | 88-79 | 70-62 |
| 3    | Benetton Gioco Digitale | 8   | 6 | 2 | 4 | 450 | 460 | -10  |  | Benetton Gioco Digitale | 69-76 | 81-85 |       | 86-70 |
| 4    | Brose Baskets           | 8   | 6 | 2 | 4 | 410 | 452 | -42  |  | Brose Baskets           | 55-76 | 84-81 | 73-63 |       |

#### Groupe L
| Rang | Équipe                   | Pts | J | G | P | Pp  | Pc  | Diff |  | Résultats (dom.\ext.)    |       |       |       |       |
| ---- | ------------------------ | --- | - | - | - | --- | --- | ---- |  | ------------------------ | ----- | ----- | ----- | ----- |
| 1    | Gran Canaria 2014        | 10  | 6 | 4 | 2 | 440 | 431 | 9    |  | Etoile Rouge de Belgrade |       | 55-73 | 76-78 | 97-67 |
| 2    | ČEZ Nymburk              | 9   | 6 | 3 | 3 | 447 | 446 | 1    |  | ČEZ Nymburk              | 60-65 |       | 84-94 | 79-71 |
| 3    | Etoile Rouge de Belgrade | 9   | 6 | 3 | 3 | 440 | 426 | 14   |  | Turk Telekom             | 67-89 | 92-97 |       | 78-79 |
| 4    | Turk Telekom             | 8   | 6 | 2 | 4 | 474 | 498 | -24  |  | Gran Canaria 2014        | 81-58 | 69-54 | 73-65 |       |

### Phase finale
Les 1/4 de finale se dérouleront le 24 et le 31 mars sur 2 matchs. Le gagnant étant celui qui atteint le plus grand score cumulé. L'équipe qui a fini 2e de poule reçoit le 1er match, l'équipe qui a fini 1er reçoit le 2e match. Les vainqueurs disputent le Final Four à Vitoria en Espagne les 17 et 18 avril.
|  | Quarts de finale | Quarts de finale      | Quarts de finale      | Quarts de finale | Quarts de finale    |    |                        | Demi-finales           | Demi-finales           | Demi-finales           |                        |    | Finale | Finale                | Finale |
|  |                  |                       |                       |                  |                     |    |                        |                        |                        |                        |                        |    |        |                       |        |
|  | J2               | Hapoël Jérusalem      | 67                    | 59               | 126                 |    |                        |                        |                        |                        |                        |    |        |                       |        |
|  | I1               | ALBA Berlin           | 61                    | 72               | 133                 |    |                        |                        |                        |                        |                        |    |        |                       |        |
|  | I1               | ALBA Berlin           | 61                    | 72               | 133                 |    | I1                     | ALBA Berlin            | 77                     |                        |                        |    |        |                       |        |
|  |                  |                       |                       |                  |                     |    | I1                     | ALBA Berlin            | 77                     |                        |                        |    |        |                       |        |
|  |                  | K1                    | Bizkaia Bilbao Basket | 70               |                     |    |                        |                        |                        |                        |                        |    |        |                       |        |
|  | L2               | K1                    | Bizkaia Bilbao Basket | 70               | ČEZ Nymburk         | 47 | 52                     | 99                     |                        |                        |                        |    |        |                       |        |
|  | L2               |                       |                       |                  | ČEZ Nymburk         | 47 | 52                     | 99                     |                        |                        |                        |    |        |                       |        |
|  | K1               | Bizkaia Bilbao Basket | 59                    | 46               | 105                 |    |                        |                        |                        |                        |                        |    |        |                       |        |
|  |                  |                       |                       |                  |                     |    |                        |                        |                        |                        |                        |    | I1     | ALBA Berlin           | 44     |
|  |                  | J1                    | Valencia Basket       | 67               |                     |    |                        |                        |                        |                        |                        |    |        |                       |        |
|  | I2               | Aris BSA              | 64                    | 67               | 131                 |    |                        |                        |                        |                        |                        |    |        |                       |        |
|  | J1               | Valencia Basket       | 71                    | 85               | 156                 |    |                        |                        |                        |                        |                        |    |        |                       |        |
|  | J1               | Valencia Basket       | 71                    | 85               | 156                 |    | J1                     | Valencia Basket        | 92                     |                        |                        |    |        |                       |        |
|  |                  |                       |                       |                  |                     |    | J1                     | Valencia Basket        | 92                     |                        |                        |    |        |                       |        |
|  |                  | K2                    | Panellinios Athènes   | 80               |                     |    | Match pour la 3e place | Match pour la 3e place | Match pour la 3e place | Match pour la 3e place | Match pour la 3e place |    |        |                       |        |
|  | K2               | K2                    | Panellinios Athènes   | 80               | Panellinios Athènes | 81 | Match pour la 3e place | Match pour la 3e place | Match pour la 3e place | Match pour la 3e place | Match pour la 3e place | 68 | 149    |                       |        |
|  | K2               |                       |                       |                  | Panellinios Athènes | 81 |                        |                        |                        |                        |                        | 68 | 149    |                       |        |
|  | L1               | Gran Canaria 2014     | 70                    | 75               | 145                 |    |                        |                        |                        |                        |                        |    | K1     | Bizkaia Bilbao Basket | 76     |
|  |                  |                       |                       |                  |                     |    |                        |                        |                        |                        |                        |    | K2     | Panellinios Athènes   | 67     |

## Récompenses
- MVP de l'EuroCoupe
  -  Marko Banić[1] (Bizkaia Bilbao Basket)
- MVP Final 8
  -  Matthew Nielsen[2] (Valencia Basket)
- Équipe-type EuroCoupe[3]:
  - PG  Nando de Colo (Valencia Basket)
  - SG  Immanuel McElroy (Alba Berlin)
  - SF  Devin Smith (Panellinios Athènes)
  - PF  Marko Banić (Bizkaia Bilbao Basket)
  - C  Matthew Nielsen (Valencia Basket)
- 2e équipe EuroCoupe[3]:
  - PG  Arthur Monroe Lee (ČEZ Nymburk)
  - SG  Kóstas Charalampídis (Panellinios Athènes)
  - SF  Dijon Thompson (Hapoël Jérusalem)
  - PF  James Augustine (Gran Canaria 2014)
  - C  Blagota Sekulić (Alba Berlin)
- Entraîneur de l'année
  -  Ilías Zoúros[4] (Panellinios Athènes)
- Révélation de l'année
  -  Víctor Claver[5] (Valencia Basket)

### Récompenses hebdomadaires

#### MVP par journée

##### Saison régulière
| Journée | Joueur               | Équipe                   | Éval. |
| ------- | -------------------- | ------------------------ | ----- |
| 1       | Radoslav Rančík      | Galatasaray SK           | 41    |
| 2       | Mire Chatman         | Beşiktaş JK              | 42    |
| 3       | Mindaugas Kuzminskas | KK Šiauliai              | 34    |
| 4       | Darius Washington    | Galatasaray SK           | 45    |
| 5       | Brandon Hunter       | Hapoël Jérusalem         | 33    |
| 6       | Mike Taylor          | Étoile rouge de Belgrade | 35    |

##### Top 16
| Journée | Joueur                       | Équipe                              | Éval. |
| ------- | ---------------------------- | ----------------------------------- | ----- |
| 1       | Marko Popović Julius Jenkins | UNICS Kazan ALBA Berlin             | 26    |
| 2       | Philip Ricci                 | ČEZ Nymburk                         | 34    |
| 3       | Matthew Nielsen              | Valencia Basket                     | 29    |
| 4       | Víctor Claver Devin Smith    | Valencia Basket Panellinios Athènes | 26    |
| 5       | Casey Jacobsen               | Brose Baskets                       | 31    |
| 6       | Marc Salyers                 | Le Mans                             | 33    |

##### Quarts de finale
| Journée | Joueur          | Équipe           | Éval. |
| ------- | --------------- | ---------------- | ----- |
| 1       | Brandon Hunter  | Hapoël Jérusalem | 32    |
| 2       | Matthew Nielsen | Valence          | 25    |

## Statistiques individuelles

### Points
| Rang | Joueur            | Équipe                 | MJ | Points | PPM   |
| ---- | ----------------- | ---------------------- | -- | ------ | ----- |
| 1.   | Darius Washington | Galatasaray Café Crown | 11 | 238    | 21.64 |
| 2.   | Gary Neal         | Benetton Basket        | 11 | 212    | 19.27 |
| 3.   | Radoslav Rančík   | Galatasaray Café Crown | 12 | 226    | 18.83 |
| 4.   | Marko Popović     | UNICS Kazan            | 12 | 219    | 18.25 |
| 5.   | Dewarick Spencer  | Le Mans                | 12 | 211    | 17.58 |

### Rebonds
| Rang | Joueur          | Équipe                 | MJ | Rebonds | RPM  |
| ---- | --------------- | ---------------------- | -- | ------- | ---- |
| 1.   | James Augustine | Gran Canaria 2014      | 14 | 104     | 7.43 |
| 2.   | Radoslav Rančík | Galatasaray Café Crown | 12 | 83      | 6.92 |
| 3    | Mike Wilkinson  | Galatasaray Café Crown | 12 | 78      | 6.50 |
| 4.   | Simas Jasaitis  | Galatasaray Café Crown | 12 | 76      | 6.33 |
| 5.   | Erwin Dudley    | Turk Telekom           | 11 | 69      | 6.27 |

### Passes
| Rang | Joueur            | Équipe                 | MJ | Passes | PPM  |
| ---- | ----------------- | ---------------------- | -- | ------ | ---- |
| 1.   | Marko Popović     | UNICS Kazan            | 12 | 57     | 4.75 |
| 2.   | Kristaps Valters  | DKV Joventut           | 12 | 56     | 4.67 |
| 3.   | Darius Washington | Galatasaray Café Crown | 11 | 50     | 4.55 |
| 4.   | Tutku Açık        | Turk Telekom           | 12 | 53     | 4.42 |
| 5.   | Yuval Naimy       | Hapoël Jérusalem       | 14 | 60     | 4.29 |

## Sources et références
1. ↑  2009-10 Eurocup MVP: Marko Banic, Bizkaia Bilbao Basket
2. ↑  Matt Nielsen, MVP
3. 1 2  Eurocup Official Web
4. ↑  2009-10 Eurocup Coach of the Year: Ilías Zoúros, Panellinios BC
5. ↑  2009-10 Eurocup Rising Star Trophy Victor Claver, Power Electronics Valencia